# Campeonato Europeo de Atletismo de 2022
El XXV Campeonato Europeo de Atletismo se celebró en Múnich (Alemania) entre el 15 y el 21 de agosto de 2022 bajo la organización de la  (AEA) y la Federación Alemana de Atletismo.
Las competiciones se realizaron en el Estadio Olímpico de la ciudad germana. Las pruebas de maratón y marcha se disputaron en dos circuitos urbanos con salida y meta en la Odeonsplatz.
Los atletas de Rusia y Bielorrusia fueron excluidos de este campeonato debido a la invasión rusa de Ucrania.

## Calendario
| E | Eliminatorias | C | Clasificación | ½ | Semifinales | F | Final |

| Fecha →           | Lu 15 | Lu 15 | Ma 16 | Ma 16 | Ma 16 | Mi 17 | Mi 17 | Mi 17 | Ju 18 | Ju 18 | Vi 19 | Vi 19 | Sá 20 | Sá 20 | Do 21 |
| ----------------- | ----- | ----- | ----- | ----- | ----- | ----- | ----- | ----- | ----- | ----- | ----- | ----- | ----- | ----- | ----- |
| Prueba ↓          | M     | T     | M     | T     | T     | M     | T     | T     | M     | T     | M     | T     | M     | T     | T     |
| 100 m             | E     |       |       | ½     | F     |       |       |       |       |       |       |       |       |       |       |
| 200 m             |       |       |       |       |       |       |       |       | E     | ½     |       | F     |       |       |       |
| 400 m             |       | E     | ½     |       |       |       | F     | F     |       |       |       |       |       |       |       |
| 800 m             |       |       |       |       |       |       |       |       | E     |       |       | ½     |       |       | F     |
| 1500 m            |       | E     |       |       |       |       |       |       |       | F     |       |       |       |       |       |
| 5000 m            |       |       |       | F     | F     |       |       |       |       |       |       |       |       |       |       |
| 10 000 m          |       |       |       |       |       |       |       |       |       |       |       |       |       |       | F     |
| Maratón           | F     |       |       |       |       |       |       |       |       |       |       |       |       |       |       |
| 110 m vallas      |       |       | E     |       |       |       | ½     | F     |       |       |       |       |       |       |       |
| 400 m vallas      |       |       |       |       |       | E     |       |       | ½     |       |       | F     |       |       |       |
| 3000 m obst.      |       |       | E     |       |       |       |       |       |       |       |       | F     |       |       |       |
| 4×100 m           |       |       |       |       |       |       |       |       |       |       | E     |       |       |       | F     |
| 4×400 m           |       |       |       |       |       |       |       |       |       |       | E     |       |       | F     |       |
| 20 km marcha      |       |       |       |       |       |       |       |       |       |       |       |       | F     |       |       |
| 35 km marcha      |       |       | F     |       |       |       |       |       |       |       |       |       |       |       |       |
| Salto de longitud | C     |       |       | F     | F     |       |       |       |       |       |       |       |       |       |       |
| Triple salto      |       | C     |       |       |       |       | F     | F     |       |       |       |       |       |       |       |
| Salto de altura   |       |       |       | C     | C     |       |       |       |       | F     |       |       |       |       |       |
| Salto con pértiga |       |       |       |       |       |       |       |       | C     |       |       |       |       | F     |       |
| Peso              | C     | F     |       |       |       |       |       |       |       |       |       |       |       |       |       |
| Disco             |       |       |       |       |       | C     |       |       |       |       |       | F     |       |       |       |
| Martillo          |       |       |       |       |       | C     |       |       |       | F     |       |       |       |       |       |
| Jabalina          |       |       |       |       |       |       |       |       |       |       | C     |       |       |       | F     |
| Decatlón          | F     | F     | F     | F     | F     |       |       |       |       |       |       |       |       |       |       |

| Fecha →           | Lu 15 | Lu 15 | Ma 16 | Ma 16 | Ma 16 | Mi 17 | Mi 17 | Ju 18 | Ju 18 | Vi 19 | Vi 19 | Sá 20 | Sá 20 | Do 21 |   |
| ----------------- | ----- | ----- | ----- | ----- | ----- | ----- | ----- | ----- | ----- | ----- | ----- | ----- | ----- | ----- | - |
| Prueba ↓          | M     | T     | M     | T     | T     | M     | T     | M     | T     | M     | T     | M     | T     | T     | T |
| 100 m             | E     |       |       | ½     | F     |       |       |       |       |       |       |       |       |       |   |
| 200 m             |       |       |       |       |       |       |       | E     | ½     |       | F     |       |       |       |   |
| 400 m             |       | E     | ½     |       |       |       | F     |       |       |       |       |       |       |       |   |
| 800 m             |       |       |       |       |       |       |       | E     |       | ½     |       |       | F     |       |   |
| 1500 m            |       |       | E     |       |       |       |       |       |       |       | F     |       |       |       |   |
| 5000 m            |       |       |       |       |       |       |       |       | F     |       |       |       |       |       |   |
| 10 000 m          |       | F     |       |       |       |       |       |       |       |       |       |       |       |       |   |
| Maratón           | F     |       |       |       |       |       |       |       |       |       |       |       |       |       |   |
| 100 m vallas      |       |       |       |       |       |       |       |       |       |       |       |       | E     | ½     | F |
| 400 m vallas      |       |       |       |       |       | E     |       | ½     |       |       | F     |       |       |       |   |
| 3000 m obst.      |       |       |       |       |       |       |       | E     |       |       |       |       | F     |       |   |
| 4×100 m           |       |       |       |       |       |       |       |       |       | E     |       |       |       | F     | F |
| 4×400 m           |       |       |       |       |       |       |       |       |       | E     |       |       | F     |       |   |
| 20 km marcha      |       |       |       |       |       |       |       |       |       |       |       | F     |       |       |   |
| 35 km marcha      |       |       | F     |       |       |       |       |       |       |       |       |       |       |       |   |
| Salto de longitud |       |       | C     |       |       |       |       |       | F     |       |       |       |       |       |   |
| Triple salto      |       |       |       |       |       | C     |       |       |       |       | F     |       |       |       |   |
| Salto de altura   |       |       |       |       |       |       |       |       |       | C     |       |       |       | F     | F |
| Salto con pértiga | C     |       |       |       |       |       | F     |       |       |       |       |       |       |       |   |
| Peso              | C     | F     |       |       |       |       |       |       |       |       |       |       |       |       |   |
| Disco             |       | C     |       | F     | F     |       |       |       |       |       |       |       |       |       |   |
| Martillo          |       |       | C     |       |       |       | F     |       |       |       |       |       |       |       |   |
| Jabalina          |       |       |       |       |       |       |       | C     |       |       |       |       | F     |       |   |
| Heptatlón         |       |       |       |       |       | F     | F     | F     | F     |       |       |       |       |       |   |

## Resultados

### Masculino
| Evento                     | Oro                                                                                     | Plata                                                                            | Bronce                                                                                        |
| -------------------------- | --------------------------------------------------------------------------------------- | -------------------------------------------------------------------------------- | --------------------------------------------------------------------------------------------- |
| 100 m (16.08)              | Marcell Jacobs · Italia · 9,95                                                          | Zharnel Hughes Reino Unido 9,99                                                  | Jeremiah Azu Reino Unido 10,13                                                                |
| 200 m (19.08)              | Zharnel Hughes Reino Unido 20,07                                                        | Nethaneel Mitchell-Blake Reino Unido 20,17                                       | Filippo Tortu · Italia · 20,27                                                                |
| 400 m (17.08)              | Matthew Hudson-Smith Reino Unido 44,53                                                  | Ricky Petrucciani · Suiza · 45,03                                                | Alex Haydock-Wilson Reino Unido 45,17                                                         |
| 800 m (21.08)              | Mariano García · España · 1:44,85                                                       | Jake Wightman Reino Unido 1:44,91                                                | Mark English Irlanda 1:45,19                                                                  |
| 1500 m (18.08)             | Jakob Ingebrigtsen · Noruega · 3:32,76                                                  | Jake Heyward Reino Unido 3:34,44                                                 | Mario García Romo · España · 3:34,88                                                          |
| 5000 m (16.08)             | Jakob Ingebrigtsen · Noruega · 13:21,13                                                 | Mohamed Katir · España · 13:22,98                                                | Yemaneberhan Crippa · Italia · 13:24,83                                                       |
| 10 000 m (21.08)           | Yemaneberhan Crippa · Italia · 27:46,13                                                 | Zerei Mezngi · Noruega · 27:46,94                                                | Yann Schrub Francia 27:47,13                                                                  |
| 110 m vallas (17.08)       | Asier Martínez · España · 13,14                                                         | Pascal Martinot-Lagarde Francia 13,14                                            | Just Kwaou-Mathey Francia 13,33                                                               |
| 400 m vallas (19.08)       | Karsten Warholm · Noruega · 47,12                                                       | Wilfried Happio Francia 48,56                                                    | Yasmani Copello Turquía 48,78                                                                 |
| 3000 m obstáculos (19.08)  | Topi Raitanen · Finlandia · 8:21,80                                                     | Osama Zoghlami · Italia · 8:23,44                                                | Daniel Arce · España · 8:25,00                                                                |
| 20 km marcha (20.08)       | Álvaro Martín Uriol · España · 1:19:11                                                  | Perseus Karlström · Suecia · 1:19:23                                             | Diego García Carrera · España · 1:19:45                                                       |
| 35 km marcha (16.08)       | Miguel Ángel López · España · 2:26:49                                                   | Christopher Linke · Alemania · 2:29:30                                           | Matteo Giupponi · Italia · 2:30:34                                                            |
| Maratón (15.08)            | Richard Ringer · Alemania · 2:10:21                                                     | Maru Teferi Israel 2:10:23                                                       | Gashau Ayale Israel 2:10:29                                                                   |
| Maratón por equipo (15.08) | Israel 6:31:48                                                                          | Alemania · 6:35:52                                                               | España · 6:38:44                                                                              |
| Salto de altura (18.08)    | Gianmarco Tamberi · Italia · 2,30 m                                                     | Tobias Potye · Alemania · 2,27 m                                                 | Andri Protsenko · Ucrania · 2,27 m                                                            |
| Salto con pértiga (20.08)  | Armand Duplantis · Suecia · 6,06                                                        | Bo Kanda Lita Baehre · Alemania · 5,85                                           | Pål Lillefosse · Noruega · 5,75                                                               |
| Salto de longitud (16.08)  | Miltiadis Tentoglu · Grecia · 8,52                                                      | Thobias Montler · Suecia · 8,06                                                  | Jules Pommery Francia 8,06                                                                    |
| Triple salto (17.08)       | Pedro Pichardo Portugal 17,50                                                           | Andrea Dallavalle · Italia · 17,04                                               | Jean-Marc Pontvianne Francia 16,94                                                            |
| Peso (15.08)               | Filip Mihaljević · Croacia · 21,88                                                      | Armin Sinančević Serbia 21,39                                                    | Tomáš Staněk · República Checa · 21,26                                                        |
| Disco (19.08)              | Mykolas Alekna · Lituania · 69,78                                                       | Kristjan Čeh Eslovenia 68,28                                                     | Lawrence Okoye Reino Unido 67,14                                                              |
| Martillo (18.08)           | Wojciech Nowicki · Polonia · 82,00                                                      | Bence Halász · Hungría · 80,92                                                   | Eivind Henriksen · Noruega · 79,45                                                            |
| Jabalina (21.08)           | Julian Weber · Alemania · 87,66                                                         | Jakub Vadlejch · República Checa · 87,28                                         | Lassi Etelätalo · Finlandia · 86,44                                                           |
| 4 × 100 m (21.08)          | Reino Unido Jeremiah Azu Zharnel Hughes Jona Efoloko Nethaneel Mitchell-Blake 37,67     | Francia Méba-Mickaël Zeze Pablo Matéo Ryan Zeze Jimmy Vicaut 37,94               | Polonia · Adrian Brzeziński · Przemysław Słowikowski · Patryk Wykrota · Dominik Kopeć · 38,15 |
| 4 × 400 m (20.08)          | Reino Unido Matthew Hudson-Smith Charles Dobson Lewis Davey Alex Haydock-Wilson 2:59,35 | Bélgica · Alexander Doom · Julien Watrin · Kévin Borlée · Dylan Borlée · 2:59,49 | Francia Gilles Biron Loïc Prévot Téo Andant Thomas Jordier 2:59,64                            |
| Decatlón (16.08)           | Niklas Kaul · Alemania · 8545 pts.                                                      | Simon Ehammer · Suiza · 8468 pts.                                                | Janek Õiglane Estonia 8346 pts.                                                               |

1. ↑  El medallista de plata, el italiano Ahmed Abdelwahed, fue descalificado por dopaje.[4]

### Femenino
| Evento                     | Oro                                                                                     | Plata                                                                                                   | Bronce                                                                            |
| -------------------------- | --------------------------------------------------------------------------------------- | --- | --------------------------------------------------------------------------------- |
| 100 m (16.08)              | Gina Lückenkemper · Alemania · 10,99                                                    | Mujinga Kambundji · Suiza · 10,99                                                                       | Daryll Neita Reino Unido 11,00                                                    |
| 200 m (19.08)              | Mujinga Kambundji · Suiza · 22,32                                                       | Dina Asher-Smith Reino Unido 22,43                                                                      | Ida Karstoft Dinamarca 22,72                                                      |
| 400 m (17.08)              | Femke Bol · Países Bajos · 49,44                                                        | Natalia Kaczmarek · Polonia · 49,94                                                                     | Anna Kiełbasińska · Polonia · 50,29                                               |
| 800 m (20.08)              | Keely Hodgkinson Reino Unido 1:59,04                                                    | Rénelle Lamote Francia 1:59,49                                                                          | Anna Wielgosz · Polonia · 1:59,87                                                 |
| 1500 m (19.08)             | Laura Muir Reino Unido 4:01,08                                                          | Ciara Mageean Irlanda 4:02,56                                                                           | Sofia Ennaoui · Polonia · 4:03,59                                                 |
| 5000 m (18.08)             | Konstanze Klosterhalfen · Alemania · 14:50,47                                           | Yasemin Can Turquía 14:56,91                                                                            | Eilish McColgan Reino Unido 14:59,34                                              |
| 10 000 m (15.08)           | Yasemin Can Turquía 30:32,57                                                            | Eilish McColgan Reino Unido 30:41,05                                                                    | Lonah Chemtai Salpeter Israel 30:46,37                                            |
| 100 m vallas (21.08)       | Pia Skrzyszowska · Polonia · 12,53                                                      | Luca Kozák · Hungría · 12,69                                                                            | Ditaji Kambundji · Suiza · 12,74                                                  |
| 400 m vallas (19.08)       | Femke Bol · Países Bajos · 52,67                                                        | Viktoriya Tkachuk · Ucrania · 54,30                                                                     | Hanna Ryzhykova · Ucrania · 54,86                                                 |
| 3000 m obstáculos (20.08)  | Luiza Gega · Albania · 9:11,31                                                          | Lea Meyer · Alemania · 9:15,35                                                                          | Elizabeth Bird Reino Unido 9:23,18                                                |
| 20 km marcha (20.08)       | Antigoni Drisbioti · Grecia · 1:29:03                                                   | Katarzyna Zdziebło · Polonia · 1:29:20                                                                  | Saskia Feige · Alemania · 1:29:25                                                 |
| 35 km marcha (16.08)       | Antigoni Drisbioti · Grecia · 2:47:00                                                   | Raquel González Campos · España · 2:49:10                                                               | Viktória Madarász · Hungría · 2:49:58                                             |
| Maratón (15.08)            | Aleksandra Lisowska · Polonia · 2:28:36                                                 | Matea Parlov Koštro · Croacia · 2:28:42                                                                 | Nienke Brinkman · Países Bajos · 2:28:52                                          |
| Maratón por equipo (15.08) | Alemania · 7:28:48                                                                      | España · 7:39:25                                                                                        | Polonia · 7:40:54                                                                 |
| Salto de altura (21.08)    | Yaroslava Mahuchij · Ucrania · 1,95 m                                                   | Marija Vuković · Montenegro · 1,95 m                                                                    | Angelina Topić Serbia 1,93 m                                                      |
| Salto con pértiga (17.08)  | Wilma Murto · Finlandia · 4,85                                                          | Ekaterini Stefanidi · Grecia · 4,75                                                                     | Tina Šutej Eslovenia 4,75                                                         |
| Salto de longitud (18.08)  | Ivana Vuleta Serbia 7,06                                                                | Malaika Mihambo · Alemania · 7,03                                                                       | Jazmin Sawyers Reino Unido 6,80                                                   |
| Triple salto (19.08)       | Maryna Bej-Romanchuk · Ucrania · 15,02                                                  | Kristiina Mäkelä · Finlandia · 14,64                                                                    | Hanna Minenko Israel 14,45                                                        |
| Peso (15.08)               | Jessica Schilder · Países Bajos · 20,24                                                 | Auriol Dongmo Portugal 19,82                                                                            | Jorinde van Klinken · Países Bajos · 18,94                                        |
| Disco (16.08)              | Sandra Perković · Croacia · 67,95                                                       | Kristin Pudenz · Alemania · 67,87                                                                       | Claudine Vita · Alemania · 65,20                                                  |
| Martillo (17.08)           | Bianca Ghelber · Rumania · 72,72                                                        | Ewa Różańska · Polonia · 72,12                                                                          | Sara Fantini · Italia · 71,58                                                     |
| Jabalina (20.08)           | Elina Tzengko · Grecia · 65,81                                                          | Adriana Vilagoš Serbia 62,01                                                                            | Barbora Špotáková · República Checa · 60,68                                       |
| 4 × 100 m (21.08)          | Alemania · Alexandra Burghardt · Lisa Mayer · Gina Lückenkemper · Rebekka Haase · 42,34 | Polonia · Pia Skrzyszowska · Anna Kiełbasińska · Marika Popowicz-Drapała · Ewa Swoboda · 42,61          | Italia · Zaynab Dosso · Dalia Kaddari · Anna Bongiorni · Alessia Pavese · 42,84   |
| 4 × 400 m (20.08)          | Países Bajos · Eveline Saalberg · Lieke Klaver · Lisanne de Witte · Femke Bol · 3:20,87 | Polonia · Anna Kiełbasińska · Iga Baumgart-Witan · Justyna Święty-Ersetic · Natalia Kaczmarek · 3:21,68 | Reino Unido Victoria Ohuruogu Amarachi Pipi Jodie Williams Nicole Yeargin 3:21,74 |
| Heptatlón (18.08)          | Nafissatou Thiam · Bélgica · 6628 pts.                                                  | Adrianna Sułek · Polonia · 6532 pts.                                                                    | Annik Kälin · Suiza · 6515 pts.                                                   |

## Medallero
| Núm. | País            | Oro | Plata | Bronce | Total |
| ---- | --------------- | --- | ----- | ------ | ----- |
| 1    | Alemania        | 7   | 7     | 2      | 16    |
| 2    | Reino Unido     | 6   | 6     | 8      | 20    |
| 3    | España          | 4   | 3     | 4      | 11    |
| 4    | Grecia          | 4   | 1     | 0      | 5     |
| 5    | Países Bajos    | 4   | 0     | 2      | 6     |
| 6    | Polonia         | 3   | 6     | 5      | 14    |
| 7    | Italia          | 3   | 2     | 5      | 10    |
| 8    | Noruega         | 3   | 1     | 2      | 6     |
| 9    | Ucrania         | 2   | 1     | 2      | 5     |
| 10   | Finlandia       | 2   | 1     | 1      | 4     |
| 11   | Croacia         | 2   | 1     | 0      | 3     |
| 12   | Suiza           | 1   | 3     | 2      | 6     |
| 13   | Serbia          | 1   | 2     | 1      | 4     |
| 14   | Suecia          | 1   | 2     | 0      | 3     |
| 15   | Israel          | 1   | 1     | 3      | 5     |
| 15   | Turquía         | 1   | 1     | 1      | 3     |
| 17   | Bélgica         | 1   | 1     | 0      | 2     |
| 17   | Portugal        | 1   | 1     | 0      | 2     |
| 19   | Albania         | 1   | 0     | 0      | 1     |
| 19   | Lituania        | 1   | 0     | 0      | 1     |
| 19   | Rumania         | 1   | 0     | 0      | 1     |
| 22   | Francia         | 0   | 4     | 5      | 9     |
| 23   | Hungría         | 0   | 2     | 1      | 3     |
| 24   | República Checa | 0   | 1     | 2      | 3     |
| 25   | Eslovenia       | 0   | 1     | 1      | 2     |
| 25   | Irlanda         | 0   | 1     | 1      | 2     |
| 27   | Montenegro      | 0   | 1     | 0      | 1     |
| 28   | Dinamarca       | 0   | 0     | 1      | 1     |
| 28   | Estonia         | 0   | 0     | 1      | 1     |
|      | TOTAL           | 50  | 50    | 50     | 150   |